# День, когда клоун плакал
День, когда клоун плакал (англ. The Day the Clown Cried) — незавершенный и невыпущенный фильм 1972 года, снятый Джерри Льюисом с ним же в главной роли. Сценарий написан Джоан О’Брайен и Чарльзом Дентоном и дополнен Джерри Льюисом. Фильм, несмотря на отсутствие как такового релиза, вызвал споры из-за своего сюжета, в котором клоун попадает в нацистский концлагерь.

## Сюжет
Гельмут Дорк — немецкий цирковой клоун, живущий во времена начала Второй Мировой Войны и Холокоста. Когда-то он был известным, но теперь его слава прошла, и он пользуется небольшим уважением. После несчастного случая, произошедшего с Дорком на представлении, главный клоун убеждает владельца цирка понизить того в должности. Когда Дорк рассказывает о своих проблемах жене, та просит его постоять за себя. Когда он возвращается в цирк, то слышит, как владелец цирка планирует его уволить. С горя Дорк напивается в баре и шутит про Гитлера, за что его арестовывает Гестапо. После допроса он попадает в концлагерь.
Он пытается сохранить свой статус среди других сокамерников, хвастаясь тем, каким известным исполнителем он когда-то был. Его единственный друг в тюрьме — добросердечный немец по имени Иоганн Кельтнер, причина интернирования которого никогда полностью не раскрывается, но подразумевается его откровенная оппозиция нацистам. Лагерь принимает большую группу евреев-заключенных, в том числе нескольких детей. Другие заключенные побуждают Дорка выступить для них, но разочаровываются. После этого они избивают его и оставляют лежать во дворе. Он видит группу еврейских детей, смеющихся над ним с другой стороны лагеря, где заключенных-евреев держат подальше от всех остальных. Обрадованный тем, что его снова оценили, Гельмут выступает для них и на некоторое время привлекает публику, пока новый комендант тюрьмы не приказывает ему прекратить.
Хельмут узнает, что брататься с заключенными-евреями строго запрещено. Не в силах оставить детей в состоянии несчастья, он продолжает выступать для них. Эсэсовцы срывают одно из его выступлений: они сбивают его с ног и отгоняют детей от забора из колючей проволоки. В ужасе Келтнер отбивается от одного из охранников, но его быстро загоняют в угол и забивают до смерти. Дорка помещают в одиночную камеру. Увидев в нем применение, комендант поручает ему помочь погрузить еврейских детей в поезда, ведущие из лагеря для интернированных, с обещанием, что его дело будет пересмотрено. По иронии судьбы он случайно сопровождает детей в товарном поезде в Освенцим, и в конце концов его используют, чтобы помочь привести еврейских детей к их смерти в газовой камере.
Зная страх, который почувствуют дети, он умоляет позволить ему провести с ними последние несколько минут. Ведя их к «душам», он надеется на чудо, а его нет. Он настолько полон раскаяния, что остается с ними, берет за руку молодую девочку и идет со всеми в камеру.

## В ролях
- Джерри Льюис в роли Хельмута Доорка
- Харриет Андерссон в роли Ады Дор
- Антон Диффринг в роли полковника Бестлера
- Ульф Пальме в роли Иоганна Келлнера
- Пьер Этэ в роли Густава Великого
- Томас Больме в роли Адольфа
- Йонас Бергстрем в роли Франца
- Бо Брундин в роли Людвига
- Ларс Эмбл в роли охранника концентрационного лагеря
- Свен Линдберг, Фредрик Ульссон в роли немецких офицеров
- Джон Эльфстрем, Тор Айседал, Курт Брауберг и Ульф фон Цвейгбергк в качестве заключенных[4]
- Хайнц Хопф, Карл Биллквист в роли офицеров гестапо
- Нильс Эклунд в роли бармена
- Эгиль Холмсен в роли охранника лагеря

## Создание

### Разработка
В 1971 году, выступая в театре «Олимпия», Льюис встретился с продюсером Натом Ваксбергером, который предложил ему сыграть главную роль и снять фильм при полной финансовой поддержке его продюсерской компании и Europa Studios. До того, как обратиться к нему, обращались к нескольким звездам, таким как Бобби Дарин, Милтон Берл и Дик Ван Дайк, но они отказались. Первоначально Льюис не хотел брать на себя эту роль, особенно после прочтения сценария, заявив в своей автобиографии « Джерри Льюис собственной персоной»: «Мысль о том, чтобы сыграть Хельмута, все еще чертовски пугала меня». Кроме того, он чувствовал, что не подходит для этой роли из-за сильного сюжета. Он спросил Ваксбергера:
Почему бы вам не попытаться заполучить сэра Лоуренса Оливье? Я имею в виду, что ему не так уж сложно задохнуться, играя Гамлета. Я комик, мистер Ваксбергер, а вы спрашиваете меня, готова ли я отправить беспомощных детей в газовую камеру? Хо-хо. Некоторые смеются — как мне это осуществить?

—  
Перечитав первый набросок Джоан О’Брайен и Чарльза Дентона, Льюис почувствовал, что сделает что-то стоящее, изображая ужасы Холокоста. Он подписался на проект, но для этого ему сначала пришлось договориться о выступлении в Caesars Palace в Лас-Вегасе на месяц, чтобы выполнить условия своего контракта с отелем. В феврале 1972 года он совершил поездку по развалинам концентрационных лагерей Освенцим и Дахау и снял для фильма несколько видов зданий в Париже, постоянно перерабатывая сценарий. Он потерял тридцать пять фунтов за шесть недель, питаясь только грейпфрутами.

### Съёмки
Основные съемки начались в Швеции в апреле 1972 года, но съемка была сопряжена с многочисленными проблемами. Киноаппаратура либо терялась, либо доставлялась с опозданием, а необходимых денег не было. Льюиса неоднократно уверяли, что деньги будут получены от Ваксбергера, который вообще не появлялся на съемочной площадке.
У Ваксбергера не только закончились деньги до завершения фильма, но и срок его права на производство фильма истек до начала съемок. Он заплатил О’Брайен первоначальный гонорар в размере 5000 долларов, но не отправил ей дополнительные 50 000 долларов, причитающиеся ей до начала производства. В конце концов, Льюис заплатил 2 000 000 долларов из собственных денег, чтобы закончить съемки фильма, но стороны, участвовавшие в его производстве, так и не смогли прийти к соглашению, которое позволило бы выпустить фильм. О’Брайен показали черновой вариант фильма в попытке получить необходимые права на выпуск фильма, но после просмотра продукта она решила, что он не годится для выпуска, и поэтому не стала заключать договор с продюсерами или Льюисом за несанкционированную производную работу. После завершения съемок Льюис объявил прессе, что Ваксбергер не выполнил свои финансовые обязательства и даже не взял на себя обязательства по продюсированию. Ваксбергер в ответ пригрозил подать иск о нарушении контракта и заявил, что у него достаточно денег, чтобы закончить и выпустить фильм без Льюиса. Желая убедиться, что фильм не будет потерян, Льюис сделал черновой монтаж фильма, в то время как студия сохранила весь негатив фильма. 23 февраля 1973 года Льюис появился в качестве гостя на шоу Дика Каветта, где он заявил, что монтаж фильма будет завершен через шесть-семь недель, что его премьера пройдет на Каннском кинофестивале в мае, и что он будет выпущен в Америке после этого. Фильм так и не был официально выпущен и остается невыпущенным из-за неспособности обеспечить основные права от О’Брайен.

## Критика
Фильм стал источником легенд почти сразу после его производства. В мае 1992 года в статье журнала Spy цитировался комик и актер Гарри Ширер, который видел черновую версию фильма в 1979 году:
В большинстве подобных случаев вы обнаруживаете, что предвосхищение, или концепция, лучше, чем сама вещь. Но просмотр этого фильма действительно внушал благоговейный трепет, поскольку вы редко оказываетесь в присутствии идеального объекта. Это был идеальный объект. Этот фильм настолько радикально неправильный, его пафос и комедия настолько дико неуместны, что вы не смогли бы, в своих фантазиях о том, каким он мог бы быть, улучшить то, что он есть на самом деле. «О, Боже мой!» — это все, что вы можете сказать.

— Гарри Ширер, журнал Spy, 1992.
Ширер, который не знал Льюиса при жизни последнего, высказал свое мнение, почему Льюис снял фильм: он считал, что «Академия не может игнорировать это». Когда его попросили подвести итог впечатлениям от фильма в целом, он ответил, что самое близкое, к чему он мог бы подойти, было примерно так: «Если бы вы прилетели в Тихуану и внезапно увидели картину на черном бархате с изображением Освенцима. Вы бы просто подумали: „Боже мой, подожди минутку!“. Это не смешно, это нехорошо, и кто-то слишком сильно старается в неправильном направлении передать это глубоко укоренившееся чувство».
В статье цитировалась Джоан О’Брайен, которая сказала, что черновой вариант, который она увидела, был «катастрофой». В нем также говорится, что она и соавтор оригинального сценария Чарльз Дентон никогда не допустят выхода фильма в прокат, отчасти из-за изменений в сценарии, внесенных Льюисом, которые сделали клоуна более симпатичным и похожим на Эммета Келли. В оригинальном сценарии главным героем был высокомерный, эгоцентричный клоун по имени Карл Шмидт, который, по словам О’Брайена, был «настоящим ублюдком». По сообщениям, в ее сценарии он пытался использовать свою жену, которая знала директора манежа, чтобы получить для него лучшую работу, и он, по-видимому, донес почти на всех, кого знал, после того, как его допросили за насмешки над Гитлером. Она заявила, что первоначальный проект был посвящен искуплению эгоистичного человека, но Льюис практически превратил всю историю в мрачную комедию в стиле Чаплина а-ля «Великий диктатор».
Если бы продюсер Вахсбергер сохранил права на материал, у Льюиса была бы возможность адаптировать сценарий, изменив главного героя. Не имея прав, он был вынужден обратиться за одобрением к автору.

## Исторические споры
С 1949 по 1972 год Льюис был известен в основном благодаря фарсовым комедиям и шуткам. Хотя он заявил, что фильм был драмой, было мнение, что он сделает непочтительный юмор из серьезных и ужасных событий. Эта постановка, за десять лет до его драматической роли в «Короле комедии», заставила некоторых поверить, что он не подходит для этой роли. Однако это не помешало режиссеру Жан-Люку Годару сказать в интервью Дику Каветту: «Это отличная идея», «Прекрасная идея» и что Льюиса «следует поддержать» в его усилиях.
В июньской статье 2001 года в Spin «Всегда заставляй их смеяться» автор Боумен Хасти пишет о фильмах «Жизнь прекрасна» и «Якоб лжец», похожих на фильмы о Холокосте, выпущенных спустя двадцать с лишним лет после «Дня, когда плакал клоун» Льюиса: «Все три фильма бесстыдно используют Холокост — и надвигающуюся смерть детей — как средство воплощения самых низменных, сентиментальных идей звезды о его собственной благотворной самоотверженности и человечности. Но за это поносили только Льюиса».
В той же статье комик Джанин Гарофало дала намек на другую проблему, которая преследовала постановку Льюиса: насмешки. Часто поляризующая фигура, Льюис имел недоброжелателей. Гарофало сказал: «Публичная критика Льюисом юных комиков… только подпитывает одержимость клоунов». Публичные чтения сценария на комедийных площадках, прерванные приказом о прекращении съемок (не Льюисом), предоставили возможность поиздеваться, а также четыре десятилетия шуток и безжалостных допросов Льюиса сформировали извращенное восприятие фильма.
В 2006 году писатель и редактор Лоуренс Леви написал о своем интервью с Майклом Барклаем, который в 1991 году планировал новую постановку «Клоуна»: «Сценарий „Клоуна“ был блестящим… большая часть того, что было написано о фильме, неверна или несправедлива; особенно его возмутили комментарии Гарри Ширера (цитируется в Spy 1992)».
18 июля 2012 года французский режиссер Ксавье Джанноли заявил на кинофестивале France Inter «Pendant les travaux, le cinéma reste ouvert», что ему удалось разыскать 75-минутную копию фильма и что он показал ее ряду людей, среди которых был известный французский кинокритик Жан- Мишель Фродон. В 2013 году Фродон опубликовал текст, посвященный фильму под названием «Джерри сделал свой день», в антологии Последний смех. Странный юмор кино под редакцией Мюррея Померанса. Французская версия того же текста, озаглавленная «Le Jour de Jerry и la nuit», позже была опубликована в киножурнале Trafic.

В 2017 году, вскоре после смерти Льюиса, статья Брюса Хэнди в Vanity Fair Французский критик, который посмотрел печально известный фильм Джерри Льюиса о Холокосте и полюбил его выявила ранее неопубликованное интервью с Жан-Мишелем Фродоном. Французский критик утверждал, что видел копию фильма в 2004 или 2005 году по приглашению режиссера Ксавье Джанноли, которому принадлежала контрабандная копия. Фродон не знал, как Джанноли получил его копию, и Джанноли отклонил просьбу Хэнди прокомментировать это. Фродон сообщил, что, хотя просмотренная им копия, очевидно, была грубой предварительной правкой, в целом она соответствовала опубликованному сценарию и, похоже, не пропускала никаких важных сюжетных элементов. Его опыт просмотра фильма таков:
Я убежден, что это очень хорошая работа. Это очень интересный и важный фильм, очень смелый как по теме, которой, конечно же, является Холокост, так и за ее пределами, как история человека, который посвятил свою жизнь тому, чтобы смешить людей, и задается вопросом, что значит заставлять людей смеяться. Я думаю, что это очень горький фильм и тревожный фильм, и именно поэтому он был так жестоко отвергнут теми людьми, которые его видели, или его элементами, включая авторов сценария.

— Жан-Мишель Фродон, Ярмарка тщеславия 2017
Фродон далее отрицает, что в фильме есть какая-либо сентиментальность, называя его «очень содержательным» и заявляя, что Льюис «не потакает себе, он карикатурен на самого себя. Он играет очень несимпатичного персонажа. Он эгоистичен и абсолютно глуп… Фильм находит то, что я считаю кинематографическим ответом на некоторые реальные, серьезные проблемы, используя своего рода стилизованную обстановку, как в костюмах, так и на декорациях. Это не притворяется реалистичным. Вместо этого в нем есть очень очевидное ощущение сказки — не сказки, а сказки—предания… Здесь есть детали, как в „Братьях Гримм“» и «Для меня одним из многих элементов, которые вызывают такую негативную реакцию на фильм в США, является то, что это исполнение очень далеко от того, чего от него ожидают». Это был один из самых ранних мейнстримных фильмов, посвященных Холокосту и непосредственно изображающих нацистские концентрационные лагеря.

## Интервью и ответы Льюиса
Из-за таинственности и мифологизации фильма Льюис столкнулся с десятилетиями вопросов репортеров. Льюис высказал мнение, что все это было плохо, художественный провал, потому что «я потерял магию». Цитируется в Entertainment Weekly: «Вы никогда этого не увидите. Никто никогда этого не увидит, потому что мне стыдно за плохую работу». В 2001 году «любознательный критик» упомянул фильм Льюису во время одной из мотивационных речей Льюиса, указав, что слышал, что фильм может быть в конечном итоге выпущен. Льюис ответил на этот комментарий словами «Не твое собачье дело!». В том же году Льюис ответил на отправленный по факсу запрос репортера о предоставлении информации о фильме, позвонив ему и сказав: «Что касается обсуждения [фильма], забудь об этом! Если вы хотите увидеть что-нибудь из этого, забудьте об этом!».12 января 2013 года Льюис появился на мероприятии Cinefamily Q &A в кинотеатре немого кино Лос-Анджелеса. Актер Билл Аллен спросил его: «Сможем ли мы когда-нибудь увидеть „День, когда клоун плакал“?». Льюис ответил отрицательно и объяснил, что причина, по которой фильм никогда не выйдет в прокат, заключалась в том, что «с точки зрения этого фильма я был смущен. Мне было стыдно за свою работу, и я был благодарен, что у меня была сила сдерживать все это и никогда никому не позволять этого видеть. Это было плохо, плохо, плохо». Затем он в шутку добавил: «Но я скажу вам, чем это закончится». В Каннах во время продвижения «Макса Роуза» Льюиса спросили о «Дне, когда клоун плакал», и он сказал: «Это была плохая работа. Ты никогда этого не увидишь, и никто другой тоже».

В октябре 2012 года австралийская кинокомпания Traces Films записала одно из самых откровенных и эмоциональных интервью с Джерри Льюисом о «Дне, когда клоун плакал». Он излагает своими словами свою мотивацию взяться за проект и свои чувства во время съемок фильма. Оставляя в стороне предположения Ширера, Льюис излагает свою мотивацию для проекта как такового,
Если бы я был в состоянии сделать это снова, я бы сделал это. Я шел вперед, как того хотела каждая студия, но все было наоборот. Они отвернулись от этого. Кроме меня. Это сделало его для меня более привлекательным. Я верил, что это может быть черной меткой против людей, которые чувствовали силу от ненависти. Я чувствую слабость от ненависти. Больше всего меня зацепило то, что детей в концентрационном лагере клоун отправил в печи, и это меня поразило. Я был напуган, но ты останешься и преодолеешь это, потому что у тебя есть более важная работа, которую нужно сделать. Трудно говорить об этом проекте так, чтобы все его поняли.

— Джерри Льюис
Далее он сказал по поводу эмоциональных потерь и сложности предмета: "У меня был разговор с самим собой в зеркале, и я сказал: «Пойми, однажды ты будешь чувствовать себя великолепно, а на следующий день тебе захочется блевать, потому что читать это вызывает у тебя отвращение, но играть в это вдвойне противно». Он сказал газете «New York Times»: «Есть что-то в риске, в мужестве, которое требуется, чтобы встретиться с риском лицом к лицу… Я не добьюсь величия, если мне не придется идти к нему со страхом и неуверенностью».

В интервью 2013 года с Льюисом Крис Нашавати из Entertainment Weekly написал: «Когда его спросили обо всех спекуляциях вокруг фильма, он (Льюис) сказал: „Я думаю, это похоже на плохую рекламу.“».
То, что он стал тем, чем он стал, кажется несправедливым — несправедливым по отношению к проекту и несправедливым по отношению к моим благим намерениям". Позор фильма стал настолько велик, добавил он, что теперь он должен быть либо «лучше, чем Гражданин Кейн, либо худшим куском дерьма, который кто-либо когда-либо ставил в проектор».

— Джерри Льюис
Тем не менее, Льюису, казалось, нравилось быть хранителем одной из самых больших тайн Голливуда. «Чем больше я слышу об этом, тем больше мне это нравится».

## Наследие
По словам Ричарда Броуди из The New Yorker, мрачное изображение Холокоста в фильме «было, по крайней мере, необычным и оригинальным».
В документальном фильме 2016 года «Последний смех» , в котором исследуются пределы юмора в отношении Холокоста, комик Дэвид Кросс сказал, что Льюис «слишком опередил свое время. Если бы он ждал 25 лет, то он бы прыгал, хватая свой Оскар». Точно так же Эми Уоллес в журнале GQ написала : «Его беспощадно критиковали за попытку смешать комедию с предельной трагедией. Льюис попробовал это первым».
После смерти Льюиса в августе 2017 года Ричард Броуди из The New Yorker написал: «Я не знаю, так ли плох фильм, как сказал сам Льюис. Дело в том, что в начале 1970-х годов, когда сам термин „Холокост“ почти не был известен, и когда уничтожение шести миллионов евреев нацистской Германией было мало обсуждаемым явлением, в то время, когда Клод Ланцманн еще не снял документальный фильм „Шоа“, Льюис взял это на себя. Возможно, он был наивен в том, чтобы сделать это с оттенком комедии, может быть, он был наивен в том, чтобы сделать это с такой бескомпромиссно прямой и беззаботной кинематографической репрезентацией, — но он также пошел туда, куда другие режиссеры не осмелились пойти, взяв на себя ужасный груз современной истории и противостоя ее ужасам. Какое детство может быть с такими знаниями и какая комедия? Моральное соучастие, самобичующее обвинение клоуна в том, что он развлекает детей на пути к их гибели, само по себе является таким же яростным вызовом самому себе и развлечению того времени, как любой самый суровый критик средств массовой информации.».
Льюис был в авангарде того, что стало голливудским жанром, фильмов, исследующих события и личный опыт Холокоста. Он делал это в то время, когда академические круги практически не изучали тему Холокоста, минимально признавали утрату европейской культуры идиш, располагали ограниченным количеством публичных документов и лишь первоначальными свидетельствами выживших.

## Кадры и просмотры
9 апреля 2012 года фламандская общественная телекомпания VRT повторно выпустила на своем культурном веб-сайте Cobra.be отрывок из фильма, который его предшественник BRT показал 40 лет назад в тот же день в киношоу Première-Magazine . Он включает в себя закулисные кадры, снятые в парижском цирке, и несколько кадров со звуком из фильма. 3 февраля 2016 г. по немецкому общественному телевидению ARD был показан двухчасовой документальный фильм «Клоун». Немецкий кинорежиссер Эрик Фридлер показал интервью, 31-минутную версию оригинальных кадров и перепостановку сцен из оригинальных сценариев с некоторыми шведскими актерами, участвовавшими в фильме Льюиса. Наконец, в фильме показано первое полноценное интервью Льюиса о его работе спустя 43 года. Позже документальный фильм был записан на DVD и показан в кинотеатрах Немецкого института кино. В июне 2016 года 31-минутная версия фильма была загружена на YouTube и Vimeo редактором Кей Браун и дублирована на немецкий язык с английскими субтитрами, что стало первым случаем, когда версия фильма «День, когда клоун плакал» стала доступной для широкой публики. Позже видео было удалено.
Поклонники и критики надеются на выход фильма в прокат. На официальном веб-сайте музея Джерри Льюиса (в архиве) говорится: «С тех пор фильм был завязан в судебном процессе, и все вовлеченные стороны так и не смогли прийти к приемлемому соглашению. Джерри надеется когда-нибудь закончить фильм, который остается в этот день значительным выражением кинематографического искусства, подвешенного в пучине международного судебного разбирательства».
В июне 2018 года на открытом аукционе предметов из поместья Льюиса были представлены оригинальный аннотированный сценарий, полароидные снимки внешности актера и оригинальный костюм.
В интервью World Over в январе 2019 года сын Льюиса Крис заявил, что у фильма нет полного негатива и что нерешенные проблемы с авторскими правами помешали его выпуску.

## Возможные ремейки
Джим Райт рассказал прессе о своем плане спродюсировать новую версию «Дня, когда плакал клоун», и упомянул, что видит Ричарда Бертона в главной роли. Несмотря на большой ажиотаж вокруг проекта, на этапах планирования не получилось ничего конкретного. К 1991 году продюсер Майкл Барклай объявил, что он и Текс Рудлофф (по-видимому, с помощью вашингтонского лоббиста Джека Абрамоффа) готовят совместную постановку «Клоуна» с советской киностудией «Ленфильм». Робину Уильямсу якобы предложили главную роль и дали копию сценария. Джереми Каган, снявший «Избранных» (1981), как сообщается, должен был стать режиссером фильма, но в очередной раз от идеи отказались до того, как фильм получил официальное одобрение. В 1994 году на эту роль рассматривался Уильям Херт, но из этого ничего не вышло.
Обсуждение фильма в основной прессе возобновилось в конце 1990-х годов в связи с выходом двух фильмов со схожими темами: «Жизнь прекрасна» (1997) и «Якоб-лжец» (1999). В последнем снялся Робин Уильямс, чье имя ранее было прикреплено к планируемому ремейку. Фильм «Воскрешенный Адам» (2009), экранизированный по одноименному роману Йорама Канюка, опубликованному в 1968 году, также вызвал сравнения.

## Владение Библиотеки Конгресса
5 августа 2015 года газета Los Angeles Times сообщила, что Льюис пожертвовал копию фильма Библиотеке Конгресса с условием, что он не будет показан до июня 2024 года. Библиотека Конгресса намерена в конечном итоге показать его в своем кампусе по сохранению аудиовизуальных материалов в Калпепере, штат Виргиния. Роб Стоун, куратор Библиотеки Конгресса, заявил, что они не смогут предоставить фильм другим кинотеатрам или музеям без разрешения Льюиса. Стоун также заявил, что у них нет никакого намерения выпускать фильм в какой-либо форме на домашних носителях. В статье, опубликованной в декабре 2018 года в New York Times, Стоун заявил, что у Библиотеки Конгресса нет полной версии фильма.